# リーランド・ヘイワード
リーランド・ヘイワード（Leland Hayward、1902年9月13日 - 1971年3月18日）は、アメリカ合衆国の演劇・映画プロデューサー。
女優のマーガレット・サラヴァンは妻、女優のブルック・ヘイワードはマーガレットとの娘。

## 制作作品

### 舞台
- 南太平洋
- サウンド・オブ・ミュージック

### 映画
- 老人と海
- 翼よ! あれが巴里の灯だ
- ミスタア・ロバーツ